# Villeneuve-sur-Fère
Villeneuve-sur-Fère è un comune francese di 301 abitanti situato nel dipartimento dell'Aisne della regione dell'Alta Francia.
Ha dato i natali allo scrittore Paul Claudel.

## Società

### Evoluzione demografica
Abitanti censiti